# Southampton County
Southampton County är ett administrativt område i delstaten Virginia, USA, med 18 570 invånare. Den administrativa huvudorten (county seat) är Courtland. Orten kallades först Town at the Courthouse. Namnet ändrades till Jerusalem 1791 och till Courtland 1888 när järnvägen nådde orten.

## Geografi
Enligt United States Census Bureau har countyt en total area på 1 560 km². 1 553 km² av den arean är land och 7 km² är vatten.

### Angränsande countyn
- Greensville County - väster
- Sussex County - nordväst
- Surry County - norr
- Isle of Wight County - nordost
- Hertford County, North Carolina - söder
- Northampton County, North Carolina - sydväst

### Orter
- Boykins
- Branchville
- Courtland (huvudort)